# Ридвонґі
Ридвонґі (пол. Rydwągi, нім. Rudwangen) — село в Польщі, у гміні Мронгово Мронґовського повіту Вармінсько-Мазурського воєводства.
Населення — 353 особи (2011).

## Демографія
Демографічна структура станом на 31 березня 2011 року:
|          | Загалом | Допрацездатний вік | Працездатний вік | Постпрацездатний вік |
| -------- | ------- | ------------------ | ---------------- | -------------------- |
| Чоловіки | 177     | 45                 | 124              | 8                    |
| Жінки    | 176     | 33                 | 120              | 23                   |
| Разом    | 353     | 78                 | 244              | 31                   |